# Sozialhilfemissbrauch
Sozialhilfemissbrauch bezeichnet in der Schweiz das unrechtmässige Beziehen von gesetzlich geregelten Sozialleistungen (Sozialhilfe (Schweiz)), die für bedürftige Personen vorgesehen sind.
Hat jemand unrechtmässig Sozialhilfeleistungen bezogen oder sie nicht korrekt verwendet, muss er diese zurückerstatten, falls kein Härtefall vorliegt. Insbesondere wenn jemand während des Bezugs von Sozialhilfe arbeitet und Geld verdient, muss er dieses Einkommen gegenüber der Sozialhilfebehörde deklarieren; so können die Leistungen angepasst werden. Bei Fehlverhalten kann der Sozialhilfebezüger wegen Betrugs angezeigt werden. Allerdings setzt dies gemäss Strafgesetzbuch die sogenannte Arglist voraus.
In der Schweiz tritt der Begriff Sozialhilfemissbrauch auch als politisches Schlagwort auf. Umstritten ist der Einsatz von Privatdetektiven zwecks Aufdeckung von Sozialhilfemissbräuchen.
Die 2007 von der Schweizerischen Volkspartei lancierte und 2010 vom Stimmvolk angenommene eidgenössische Volksinitiative für die Ausschaffung krimineller Ausländer (Ausschaffungsinitiative) führt dazu, dass ab dem 28. November 2010 Ausländer ausgeschafft werden, wenn sie unter anderem „missbräuchlich Leistungen der Sozialversicherungen oder der Sozialhilfe bezogen haben“.